# Dictyssa areolata
Dictyssa areolata är en insektsart som beskrevs av Melichar 1906. Dictyssa areolata ingår i släktet Dictyssa och familjen sköldstritar. Inga underarter finns listade i Catalogue of Life.